# Heroes: Odrodzenie
Heroes: Odrodzenie (ang. Heroes Reborn) – amerykański limitowany serial science-fiction, który jest kontynuacją serialu Herosi. Premierowy został wyemitowany 24 września 2015 roku przez NBC.
9 lipca 2015 roku udostępniono online serię 6 webisodów, zatytułowanych Dark Matters, które służą jako wprowadzenie do fabuły serialu Heroes: Odrodzenie.
W Polsce serial jest dostępny w usłudze +Seriale od 14 października 2015 roku.
13 stycznia 2016 roku, prezes stacji NBC, Robert Greenblatt ogłosił zakończenie produkcji serialu.

## Obsada

### Główna
- Jack Coleman jako Noah Bennet[6]
- Gatlin Green jako Emily Duval[7]
- Ryan Guzman jako Carlos Gutierrez[7]
- Robbie Kay jako Thomas „Tommy” Clark[8]
- Rya Kihlstedt jako Erica Kravid[9]
- Zachary Levi jako Luke Collins[10]
- Judith Shekoni jako Joanne Collins[11]
- Kiki Sukezane jako Miko Otomo[12]
- Danika Yarosh jako Malina[13]
- Henry Zebrowski jako Quentin Frady[14]

### Role drugoplanowe
- Dylan Bruce jako kapitan James Dearing[15]
- Nazneen Contractor jako Farah Nazan[16]
- Francesca Eastwood jako Molly Walker[17]
- Eve Harlow jako Taylor Kravid[18]
- Pruitt Taylor Vince jako Caspar Abraham[17]
- Peter Mooney jako Francis
- Carlos Lacamara jako ojciec Mauricio
- Cle Bennett jako Harris Prime
- Rachael Ancheril jako Fiona
- Lucius Hoyos jako Jose Gutierrez
- Nesta Marlee Cooper jako Dahlia
- Krista Bridges jako Anne Clark
- Toru Uchikado jako Ren Shimosawa
- Jake Manley jako Brad

### Gościnne występy
- Aislinn Paul[19]
- Sendhil Ramamurthy jako Mohinder Suresh[20]
- Cristine Rose jako Angela Petrelli[21]
- Noah Gray-Cabey jako Micah Sanders[22]
- Greg Grunberg jako Matt Parkman[23]
- Jimmy Jean-Louis jako Haitańczyk[24]
- Masi Oka jako Hiro Nakamura[25]

## Lista odcinków
| Nr                  | #  | Tytuł                 | Tytuł polski               | Reżyseria        | Scenariusz                       | Premiera             | Premiera w Polsce    |
| Część I : Awakening |    |                       |                            |                  |                                  |                      |                      |
| ------------------- | -- | --------------------- | -------------------------- | ---------------- | -------------------------------- | -------------------- | -------------------- |
| 78                  | 1  | Brave New World       | Przebudzenie               | Matt Shakman     | Tim Kring                        | 24 września 2015     | 14 października 2015 |
| 79                  | 2  | Odessa                | Odessa                     | Greg Beeman      | Peter Elkoff                     | 24 września 2015     | 21 października 2015 |
| 80                  | 3  | Under the Mask        | Zamaskowany                | Greg Beeman      | Seamus Kevin Fahey               | 1 października 2015  | 28 października 2015 |
| 81                  | 4  | The Needs of the Many | Potrzeby wielu             | Jeff Woolnough   | Joey Falco                       | 8 października 2015  | 4 listopada 2015     |
| 82                  | 5  | The Lion's Den        | W jaskini lwa              | Jeff Woolnough   | Holly Harold                     | 15 października 2015 | 11 listopada 2015    |
| 83                  | 6  | Game Over             | Koniec gry                 | Gideon Raff      | Nevin Densham                    | 22 października 2015 | 18 listopada 2015    |
| 84                  | 7  | June 13 – Part One    | 13 czerwca. Część pierwsza | Allan Arkush     | Adam Lash, Cori Uchida           | 29 października 2015 | 25 listopada 2015    |
| 85                  | 8  | June 13th – Part Two  | 13 czerwca. Część druga    | Allan Arkush     | M. Raven Metzner                 | 5 listopada 2015     | 2 grudnia 2015       |
| 86                  | 9  | Sundae, Bloody Sundae | Krwawa niedziela           | Gideon Raff      | Marisha Mukerjee, Sharon Hoffman | 12 listopada 2015    | 9 grudnia 2015       |
| 87                  | 10 | 11:53 to Odessa       | 11:53 do Odessy            | Larysa Kondracki | Seamus Kevin Fahey               | 19 listopada 2015    | 16 grudnia 2015      |
| 88                  | 11 | Send in the Clones    | Przyślijcie klony          | Larysa Kondracki | Peter Elkoff                     | 7 stycznia 2016      | 14 lutego 2016       |
| 89                  | 12 | Company Woman         | Solidarność kobiet         | Jon Jones        | Holly Harold                     | 14 stycznia 2016     | 21 lutego 2016       |
| 90                  | 13 | Project Reborn        | Projekt odrodzenie         | Jon Jones        | Tim Kring, Zach Craley           | 21 stycznia 2016     | 28 lutego 2016       |

## Produkcja
23 lutego 2014 roku stacja NBC zamówiła limitowaną serię Heroes Reborn, której premierę pierwotnie zaplanowano na lato 2015 roku.